# Список персонажей мультсериала «Шоу Кливленда»
Все перечисленные ниже персонажи являются героями американского мультсериала «Шоу Кливленда» (2009—2013)

## Семья Кливлендов-Таббсов

### Гаспорян Армен
Родился 5 июля 1968, Второстепенный персонаж предыдущего мультсериала «Гриффины» и главный персонаж мультсериала «Шоу Кливленда». Упитанный афроамериканец, спокойный и уравновешенный, с неспешной речью, носит усы. Долгое время жил в Куахоге, но уехал оттуда после того, как его жена (ныне покойная) Лоретта изменила ему с его другом Гленном Куагмиром. В настоящее время живёт в вымышленном городе Куахог, штат Род-Айленд, женат на Донне Таббс (любовь его молодости), совместно с ней воспитывает родного сына и приёмных сына и дочь.
Озвучен Майком Генри.

### Донна Таббс
Один из главных персонажей мультсериала. Родилась 11 ноября 1969 года. Стройная афроамериканка с огромным задом. Вторая жена Кливленда Брауна. Донна любила его в юности, но вышла замуж за другого — Роберта, из-за чего Кливленд когда-то и покинул родной Стулбенд. Однако первый её брак не сложился, и, родив от Роберта сына и дочь, Донна развелась с ним. Волею судьбы через некоторое время Кливленд и Донна снова встретились и поженились.
Озвучила Сэнаа Лэтан.

### Роберта Таббс
Дочь Донны, пятнадцатилетний подросток, сексапильна, одевается весьма откровенно, свободно пользуется компьютером и Интернетом. Её биологический отец, Роберт Таббс (именно он назвал дочь в честь себя), ушёл из семьи несколько лет назад, и теперь у неё появился отчим, Кливленд Браун, и сводный брат, на год младше её, Кливленд Браун Младший. Роберта достаточно популярна в школе, имеет бойфренда по имени Федерлайн Джоунс (Federline Jones), любит подолгу разговаривать по телефону, сидеть в Интернете в социальных сетях, в частности, свободно и с удовольствием пользуется Twitter'ом и Facebook'ом. Как и её брат, Роберта вначале приняла Кливлендов в семью без энтузиазма, но позднее смягчилась. С Ралло Роберта общается несколько пренебрежительно, учитывая десятилетнюю разницу в возрасте, но в целом, они ведут беседы почти на равных. Роберта хорошо умеет подражать голосу своего биологического отца (по крайней мере, по телефону). В большинстве эпизодов носит откровенный зелёный топик, классические джинсы и чёрно-белые кроссовки.
Озвучена сначала Нией Лонг, потом Ригэн Гомес-Престон. В настоящее время она встречается с мальчиком по имени Федерлайн Джонс, чьё настоящее имя Габриэль Фридман.

### Ралло Таббс
Ралло — пятилетний малыш, сын Донны Таббс, брат Роберты Таббс. Его биологический отец, Роберт Таббс, ушёл из семьи несколько лет назад, и теперь у мальчика новый папа — Кливленд, а также появился сводный брат — Кливленд-младший. Ралло посещает детский сад Harper Elementary. Ралло — несколько сексуально озабоченный малыш: проводит время, разглядывая в Интернете фото голых знаменитостей, предпочитает девочек старше себя. Вначале сильно ревновал свою мать к новому папе, но постепенно смирился и смягчился, особенно после того, как Кливленд подсказал ему, как можно незаметно подглядывать к девочкам под юбку. В большинстве эпизодов одет в голубую футболку, синие шорты и красно-белые кроссовки. Всегда считал, что его биологический отец работает в ФБР, пока в одном из эпизодов Кливленд-старший не рассказал ему, что на самом деле его отец спился.
Озвучен Майком Генри.

### Кливленд Браун Младший
Кливленд Орентал Браун Младший — сын Кливленда Брауна и Лоретты. В Гриффинах он был худым и гиперактивным, а в Шоу Кливленда сильно растолстел. В Гриффинах его озвучивал Майк Генри, а в Шоу Кливленда озвучивает Кевин Майкл Ричардсон.
Кливленд Браун-младший впервые появился в мультсериале Гриффины в 5 серии 2 сезона «Love Thy Trophy». В Гриффинах он всегда был показан очень подвижным и гиперактивным ребёнком. После серии «The Cleveland–Loretta Quagmire» Лоретта взяла его под свою опеку, где он стал более спокойным, интеллигентным и растолстел. После окончательного развода Кливленда и Лоретты в первой серии Шоу Кливленда Младший был отдан в опеку к Кливленду, с которым он переехал из Куахога в вымышленный город Стулбенд, штат Виргиния. Отец постоянно сомневается в его умственных способностях, говоря про него «я всё ещё не знаю, умный он или тупой». Младший неверующий, чего не знал никто в его семье до серии, где они собираются на отдых, но из-за урагана в тот день им оставалось лишь только молиться, чего он не делал (в той же серии говорит, что не является атеистом, так как «атеизм — тоже религия»). В 8 эпизоде третьего сезона «Шоу Кливленда» женился на мексиканской красавице Сесилии, которая позже разорвала отношения под предлогом незрелости Младшего. В настоящий момент пара находится в фиктивном браке (предложенном Младшим), который позволяет Сесилии проживать на территории США.

### Прочие родственники со стороны Таббс
- Роберт Таббс — бывший муж Донны, отец Роберты и Ралло. Донна развелась с ним из-за того, что тот совершенно не уделял внимания своим детям, выпивал и принимал наркотики. Соседи и друзья Донны также негативно относятся к её бывшему мужу. Кливленд встречался с ним (достаточно доброжелательно) в эпизоде «A Cleveland Brown Christmas». Ралло долгое время был уверен, что его настоящий папа — агент ФБР, потом, что Санта Клаус.

Озвучен Кори Холкомбом.
- Тётя-Мама (в некоторых переводах «Мамочка») — тётя Донны, которая на самом деле оказывается дядей Кевином. Он воспитывал её вместо родителей, и до сих пор заботится о ней[5]. Персонаж является пародией на Мабель Симмонс, сыгранную Тайлером Перри во многих художественных произведениях, наиболее известное из которых — пьеса «Плохо я могу и сама сделать».

Озвучено Кым Уитли (женская часть образа) и Кевином Майклом Ричардсоном (мужская часть).

### Прочие родственники со стороны Брауна
- Лоретта Браун — второстепенный персонаж мультсериала «Гриффины», первая жена Кливленда Брауна. Изменила своему мужу в эпизоде «Гриффинов» «The Cleveland–Loretta Quagmire» с Гленном Куагмиром, из-за чего, собственно, и состоялся развод. Кратковременно появилась в эпизоде «Cleveland Jr.'s Cherry Bomb» (роль без слов). Погибла в эпизоде «Gone With the Wind» (Брайан откопал скелет динозавра, Питер пытался подъёмным краном затащить его в свой двор, но груз упал на дом, где она в это время принимала ванну. Причина смерти — перелом шеи. Печальное известие и гроб с телом в Стулбенд доставил Куагмир.)
- Эвелин «Куки» Браун — мать Кливленда Брауна. Весьма критично настроена по отношению к Донне, так как не может простить ей, что та бросила её сына много лет назад. Первое появление — в «A Brown Thanksgiving» вместе с мужем.

Озвучена Фрэнсис Коллье.
- Левар «Грузовой поезд» Браун — отец Кливленда Брауна. Мизантроп. Первое появление — в «A Brown Thanksgiving» вместе с женой.

Озвучен Крейгом Робинсоном.
- Бродерик Браун — брат Кливленда-старшего, дядя Кливленда-младшего. Работал врачом, после ушёл служить на флот. Первое появление — в «Our Gang».

## Домашние животные Браунов-Таббсов
В первом сезоне у Ралло Таббса была собака, но позже её задавил Кливленд, когда поехал за мороженым, после чего Кливленд сказал, что она пропала, так как Лестэр Кринклесак сделал из неё ужин для жены. В конечном итоге Кливленд признался семье, что это он сбил собаку. Потом у Ралло появилась золотая рыбка, которую он выиграл на Стулфесте. Позже её съел Кливленд-младший.

## Семья Медведя Тима
- Медведь Тим — антропоморфный прямоходящий[6] бурый медведь, сосед и друг Кливленда. Регулярно вместе с ним, Холтом и Лестером выпивает в баре «Сломанный табурет» (The Broken Stool)[7]. По национальности — албанец. Весьма религиозен, по вероисповеданию является христианином. Курит. Присутствует в эпизодической роли в серии «Spies Reminiscent of Us» мультсериала «Гриффины». В одной из серий говорит, что его отец был чёрным медведем, а мать — кенгуру.

Озвучен Сетом Макфарлейном и Джессом Харнеллом.
- Арианна — жена Медведя Тима, также, естественно, бурая медведица. Типичная домохозяйка консервативного толка. Вызывала смущение у Донны, регулярно высказывая ей, что неправильно быть матерью-одиночкой. Разговаривает с греческим акцентом, но при этом свободно владеет итальянским языком[8]. В большинстве эпизодов носит зелёное платье, на голове имеет рыжую шерсть (волосы).

Озвучена Арианной Хаффингтон.
- Реймонд — сын Тима и Арианны. Более умный и добрый, чем его друзья — Роберта, Федерлайн и Оливер. Участвует вместе с родителями в благотворительности. Несмотря на это, из эпизода «Field of Streams» выясняется, что он часто курит марихуану. В отличие от родителей, говорит с чистым американским акцентом.

Озвучен Натом Факсоном.

## Семья Кринклесаков
- Лестер — друг и сосед Кливленда, Тима и Холта, их постоянный собутыльник, хотя вначале отнёсся весьма настороженно к тому, что тот появился в жизни Донны.[10]. Лестер является реднеком, или, по крайней мере, очень похож на него своим поведением, внешностью и поступками[11][2][12]. Также в промороликах, выходивших до запуска «Шоу…», Лестер позиционировался как расист со своей фразой «ощущаю дискомфорт среди чёрных» (feeling not comfortable around black people), но позднее его неполиткорректность была смягчена создателями мультсериала, в том числе из-за того, что персонажа озвучивает афроамериканец Кевин Майкл Ричардсон[13][11]. В большинстве эпизодов одет в белую футболку, зелёную безрукавку (короткую не по размеру), классические джинсы и чёрные ботинки.
- Кендра — жена Лестера. Очень толстая, постоянно очень много ест, ленивая. Передвигается на мини-скутере, хоть и может ходить, но из-за того, что она с каждым днём становится всё толще, она уже почти лишилась этого умения.  Озвучена Эсим Батра.
- Эрни — сын Лестера и Кендры. В семье ему живётся достаточно тяжело: в эпизоде «The One About Friends» его даже чуть не забрала Служба защиты детей. В качестве домашнего животного у него живёт опоссум Принцесса. В эпизоде «Cleveland Jr.'s Cherry Bomb» имел тесную связь с проституткой «Мерлайн-Две вагины».  Озвучен Гленном Хоуэртоном.

## Семья Риктеров
- Холт — друг Кливленда, Тима и Лестера. Живёт, несмотря на возраст, с матерью. Холт невысокого роста, поэтому его можно спутать с ребёнком. Увлекается игрой в гольф, Game Boy'ем, регулярно смотрит сериал «Красавцы». Имеет ощутимое «пивное брюшко». Ездит на автомобиле Chrysler Crossfire. В серии "Побег по-Кливлендовски" становится преступником и скрывается в Нью-Джерси до лучших дней.

Озвучен Джейсоном Судейкисом.
- Миссис Риктер — мать Холта. Зрителю не показана, слышен только её голос.

Озвучена Стейси Фергюсон.

## Персонажи из «Гриффинов»
- В эпизоде «Pilot» присутствуют голоса Алекс Борштейн, Сета Грина, Милы Кунис, Дженнифер Тилли и Патрика Вэрбёртона, озвучивших, соответственно, Лоис, Криса, Мег, Бонни и Джо Суонсонов.
- В эпизоде «Da Doggone Daddy-Daughter Dinner Dance» появляется Крис.
- В эпизоде «Cleveland Jr.'s Cherry Bomb» появляется (роль без слов) Лоретта Браун.
- Эпизод «A Cleveland Brown Christmas»:
  - во время вступительных титров Кливленд с семьёй кидаются снежками в Мег.
  - на полке в комнате Кливленда-младшего можно заметить его отца в роли робота R2-D2 из эпизодов «Blue Harvest» и «Something, Something, Something, Dark Side».
- В эпизоде «Our Gang» появляется Крис.
- В эпизоде «Gone With the Wind» появляется Гленн Куагмир, который привёз в Стулбенд тело Лоретты Браун. Во врезке также показаны Питер и Брайан (сцена со скелетом динозавра).
- В конце эпизода «A Brown Thanksgiving» на свадьбе появляются Питер и Куагмир, ведя следующий диалог:

К:- Ну Питер, теперь мне можно собственный сериал?
П:- Куагмир, ты насильник.
- В начале 1 серии 3 сезона появляется Питер и Злая Обезьяна, чтобы помочь Кливленду.

## Прочие персонажи
- Терри Каймпл — школьный друг Кливленда, озабоченный в плане секса. Бисексуал. Работает в кабельной компании. Иногда появляется на правах пятого члена компании Кливленда.
- Тренер МакФолл — бывший школьный тренер Кливленда и Терри по бейсболу, нынешний уборщик в пабе. Любит жевательный табак.
- Мистер Уотерман — владелец собственной кабельной компании. Гей. Неравнодушен к Терри Каймплу.
- Уолли Фаркуар — директор школы, имеет тайну обиду на Кливленда, так как тот издевался над ним в школе. Солист хоровой группы «Рыхлики».
- Доктор Чип Фист — настоящее имя Гринжаврус Бенэлис. Лечащий врач семьи Браунов.
- Чони — тётя жены Кливленда-младшего, по национальности мексиканка.
- Гас — владелец бара «Сломанный стул».
- Дуэйн Миган — ведущий новостей с противным голосом и страдающий косоглазием.
- Сессилия  — фиктивная жена Кливленда-младшего, по национальности мексиканка.
- Мюррей — одинокий старик, друг Ралло. По национальности еврей.